# Passion Fruit (gruppo musicale)

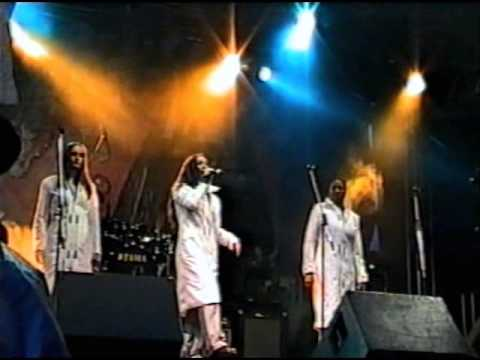
I Passion Fruit in concerto nel 2001

Passion Fruit è stato un gruppo musicale eurodance formatosi nel 1999.

## Storia
All'inizio il gruppo era composto da tre ragazze e un ragazzo: Blade (Manye Thompson), Dawn (Viola Schubbe), Pearl (Carla Sinclair) e MC Steve (Mario Tub). Il gruppo si sciolse presto per incomprensioni, ma si ricompose subito dopo con le tre ragazze di nazionalità tedesca (Nathaly van het Ende), spagnola (Maria Serrano Serrano) e olandese (Deborah St. Maarten). Le tre tennero il nome della band originale per poter usufruire del successo che avevano avuto col primo singolo, intitolato The Rigga-Ding-Dong-Song.
Dopo due anni di successi il 23 novembre 2001 tennero un concerto a Lipsia, in Germania, cui partecipò anche Melanie Thornton (del duo La Bouche). Il giorno dopo partirono tutte con il Volo Crossair 3597 dall'aeroporto di Berlino-Tegel per Zurigo; l'aereo, dopo aver virato per mettersi in linea con la pista d'atterraggio, precipitò nei boschi vicino a Bassersdorf, causando la morte di Nathaly e Maria e il grave ferimento di Deborah; nell'impatto perse la vita anche Melanie Thornton, unitamente ad altre 21 persone, fra cui 5 membri dell'equipaggio.
Il secondo album, Bongo Man, non venne mai completato a causa del sopracitato incidente aereo.

## Discografia

### Album
- 2000 - Spanglish Love Affairs

### Singoli
- 1999 - The Rigga-Ding-Dong-Song (GER #9)
- 2000 - Wonderland (GER #22)
- 2000 - Sun Fun Baby (Looky Looky) (GER #34)
- 2001 - Bongo Man (GER #35)
- 2001 - I'm Dreaming Of...A Winter Wonderland (GER #72)